# اگراپاتانا
اگراپاتانا (به لاتین: Agrapatana) یک منطقهٔ مسکونی در سری‌لانکا است که در استان مرکزی (سری‌لانکا) واقع شده‌است.

## خصوصیات
اگراپاتانا ۱٬۳۸۱٫۶۸ متر بالاتر از سطح دریا واقع شده‌است.